# Caenopedina novaezealandiae
Caenopedina novaezealandiae is een zee-egel uit de familie Pedinidae.
De wetenschappelijke naam van de soort werd in 1964 gepubliceerd door Pawson.